# Aspetterò lo stesso
Aspetterò lo stesso è un singolo del cantante italiano Riki, pubblicato l'8 dicembre 2017 come secondo estratto dal primo album in studio Mania.